# Chatchai Paholpat
Chatchai Paholpat (Thai: ชัชชัย พหลแพทย์, * 30. April 1947) ist ein thailändischer Fußballtrainer und ehemaliger Spieler. Er gehört neben Charnwit Polcheewin zu den angesehensten Trainern in Thailand.

## Karriere

### Spielerkarriere
Seine gesamte Karriere als Fußballer verbrachte Chatchai vermutlich bei der FC Bangkok Bank. Er spielte für den Verein bereits in der Jugend seit 1963 und wechselte später in die Seniorenmannschaft. Für diese trat er bis 1976 an. In dieser Zeit wurde er dreimal Meister und gewann mit dem Verein 1970 den Queen’s Cup.
Als Nationalspieler war er für Thailand von 1966 bis 1975 aktiv. Dabei war sein größter Erfolg die Teilnahme an den Olympischen Sommerspielen 1968 in Mexiko. Er kam dabei zu zwei Einsätzen.

### Trainerkarriere

#### Anfänge
Die erste Trainerstation von Chatchai war bei seinem früheren Verein Bangkok Bank. Drei Jahre verbrachte er dort als Trainer, konnte aber keinen Titel mit der Mannschaft gewinnen.
1992 trat in den Stab der Nationaltrainer Thailands ein, wo er als Nationaltrainer für Jugendmannschaften verantwortlich war. Zudem war er Co-Trainer der Seniorenmannschaft und der U-23. Er trainierte damals unter anderem Spieler wie Kiatisak Senamuang, Dusit Chalermsan und Tawan Sripan im Alter von 16 bis 19. Diese Spieler waren später Teil des so genannten Dream Team, welches Thailand später zu zwei Halbfinalen bei den Asienspielen führen sollte.

#### FC Osotspa
1996 wurde Chatchai Trainer von Osotspa M-150. Bis heute sind die Erfolge des Vereins eng mit seinem Namen verknüpft. Er übernahm den Verein in seiner ersten Thai Premier League Saison. Zwar stieg er mit dem Verein in die Thailand Division 1 League ab, doch gelang es Chatchai den Klub ein Jahr später zum direkten Wiederaufstieg zu führen. 1999 führte er den Verein zum ersten Großen Erfolg. Er schaffte es die Mannschaft bis ins Finale des Thailändischen Pokals zu führen. Dort traf er auf seinen ehemaligen Verein die Bangkok Bank. Das Finale ging mit 1:2 verloren. 2002 führte er den Verein zur ersten Vizemeisterschaft der Vereinsgeschichte. Zu ersten Ehren führte er den Verein 2002: er gewann mit seinem Team das Queen’s Cup Finale. Dies sollte ihm noch zwei weitere Male gelingen. 2003 und 2004 konnte er die Mannschaft jeweils erfolgreich zur Titelverteidigung des Wettbewerbs führen. Die Vizemeisterschaft 2002 berechtigte zur Teilnahme an der AFC Champions League, jedoch schied die Mannschaft bereits nach der Gruppenphase aus. Er konnte den Verein noch zu zwei dritten Plätzen 2003/04 und 2004/05 führen. 2006 blieb erneut nur die Vizemeisterschaft.
Während seiner Zeit als Trainer bei Osotspa übernahm er 2004 für drei Monate die Nationalmannschaft als Cheftrainer und betreute die Nationalelf während der Fußball-Asienmeisterschaft 2004. Auch er schaffte es nicht, die Mannschaft über die Gruppenphase hinaus zuführen. Thailand blieb, wie bei allen anderen Teilnahmen zuvor auch, ohne Sieg.

#### Vietnam – Thailand – Vietnam
Nach seiner Station bei Osotspa ging er 2007 nach Vietnam und trainierte Hoàng Anh Gia Lai. Bereits zwei Jahre zuvor hatte er ein Angebot des Vereins, lehnte dies jedoch ab, da seine Mutter schwer erkrankt war. Mit der Übernahme des Postens als Cheftrainer bei HAGL setzte er die Tradition des Vereins fort, hauptsächlich thailändische Trainer zu arrangieren. Den Verein konnte er auf Platz drei der V-League führen. Nach nur einer Saison ging zurück nach Thailand und übernahm den FC Customs Department. Er konnte nicht verhindern, dass der Verein in die zweite Liga absteigen musste und wurde zu Ende der Saison entlassen. Anfang 2009 folgte er dem Ruf seines früheren Vereins Hoang Anh Gia Lai und ging zurück nach Vietnam. Dabei übernahm er jedoch nicht die Funktion des Cheftrainers, sondern des Co-Trainers. Er sollte seinem thailändischen Kollegen Dusit Chalermsan bei seinen Aufgaben als Cheftrainer unterstützen.

## Privates
Chatchai hat einen Sohn, welcher für die Thai Airways arbeitet.

## Auszeichnungen und Erfolge

### Erfolge als Spieler

#### FC Bangkok Bank
- Meisterschaftsgewinner 1967, 1969, 1970
- Queen’s Cup Gewinner 1970

#### Nationalelf
- Teilnahme an den Olympischen Sommerspielen 1968

### Erfolge als Trainer

#### FC Osotspa
- Thai Premier League Vizemeister 2002, 2006
- FA Cup (Thailand) Finalist 1999
- Queen’s Cup Gewinner 2002, 2003, 2004
- Super Cup Gewinner 2002

### Nationalelf
- Endrunde der Fußball-Asienmeisterschaft 2004 (als Cheftrainer)
- Endrunde der Asienspiele 1998 (als Cheftrainer)
- King’s Cup Gewinner 2000, 3. Platz 1999 (alle als Co-Trainer)
- Südostasienspiele Goldmedaille 1999, 2003 (alle als Co-Trainer)